# Relazione di congruenza
Vedi congruenza (geometria) per il termine usato in geometria elementare.
In matematica e soprattutto in algebra e in geometria, una relazione di congruenza, chiamata anche semplicemente congruenza, è una relazione di equivalenza compatibile con alcune operazioni algebriche. 

## Aritmetica modulare
L'esempio basilare è dato dall'aritmetica modulare: se n è un numero naturale positivo, due interi a e b sono detti congruenti modulo n se a − b è divisibile per n; oppure, equivalentemente, se a e b divisi per n danno lo stesso resto.
Si verifica facilmente che la relazione di congruenza è riflessiva, simmetrica e transitiva. Pertanto è una relazione di equivalenza. Questa relazione è compatibile con le operazioni di somma e prodotto fra numeri interi: ad esempio, se {\displaystyle a_{1}\equiv b_{1}{\pmod {n}}} e {\displaystyle a_{2}\equiv b_{2}{\pmod {n}}},  allora {\displaystyle a_{1}+a_{2}\equiv b_{1}+b_{2}{\pmod {n}}} e {\displaystyle a_{1}a_{2}\equiv b_{1}b_{2}{\pmod {n}}}.

## Algebra lineare
Due matrici quadrate {\displaystyle A} e  {\displaystyle B}, a valori in un campo {\displaystyle K}, sono congruenti se esiste una matrice invertibile {\displaystyle P} tale che
{\displaystyle P^{T}AP=B}
dove {\displaystyle P^{T}} è la matrice trasposta di {\displaystyle P}.
La relazione di congruenza è solitamente studiata fra matrici simmetriche, perché due tali matrici sono congruenti se e solo se rappresentano lo stesso prodotto scalare su basi  diverse.
Nel caso in cui il campo {\displaystyle K} sia il campo dei numeri reali o complessi, il teorema di Sylvester fornisce un invariante completo (detto segnatura) che caratterizza completamente le classi di equivalenza di matrici simmetriche congruenti. 
Se {\displaystyle K} è il campo dei numeri complessi, è possibile definire una nozione di congruenza lievemente differente: secondo questa definizione, due matrici sono congruenti se esiste una {\displaystyle P} invertibile con
{\displaystyle {\bar {P}}^{T}AP=B}
dove {\displaystyle {\bar {P}}^{T}} è la matrice trasposta coniugata di {\displaystyle P}. Questa definizione è utile per le matrici hermitiane: in questo contesto, due matrici hermitiane sono congruenti rappresentano la stessa forma hermitiana su basi  diverse.

## Algebra universale
L'idea viene generalizzata nell'algebra universale:
una relazione di congruenza su un'algebra A è un sottoinsieme del prodotto diretto A × A tale che sia una relazione di equivalenza su A e una sottoalgebra di A × A.  
Le congruenze tipicamente si presentano come nuclei di omomorfismi, e infatti ogni congruenza è il nucleo di qualche omomorfismo:
Per una data congruenza ~ su A, l'insieme A/~ delle classi di equivalenza può essere, data la struttura di un'algebra, l'algebra quoziente.
Inoltre, la funzione che associa ogni elemento di A alla sua classe di equivalenza è un omomorfismo, e il nucleo di questo omomorfismo è ~.

## Teoria dei gruppi
Nel caso particolare dei gruppi, le relazioni di congruenza possono essere descritte in termini elementari:
Se G è un gruppo (con elemento neutro e) e ~ è una relazione binaria su G, allora ~ è una congruenza se:
1. Dato un generico elemento a di G, a ~ a;
2. Dati i generici elementi a e b di G, se a ~ b, allora b ~ a;
3. Dati i generici elementi a, b, e c di G, se a ~ b e b ~ c, allora a ~ c;
4. Dati i generici elementi a e a' di G, se a ~ a', allora a−1 ~ a'−1;
5. Dati i generici elementi a, a', b, e b' di G, se a ~ a' e b ~ b', allora a * b ~ a' * b'.

Tale congruenza è determinata interamente dall'insieme {a ∈ G : a ~ e} degli elementi di G congruenti all'elemento neutro, e questo insieme è un sottogruppo normale.
In particolare, a ~ b se e solo se b−1 * a ~ e.
Quindi, invece di parlare di congruenze su gruppi, si parla in termini di sottogruppi normali; infatti, ogni congruenza corrisponde in modo unico a un certo sottogruppo normale di G.
Questo rende possibile parlare di nuclei in teoria dei gruppi come sottogruppi, mentre nella più generale algebra universale, i nuclei sono congruenze.

## Teoria degli anelli
Un trucco simile permette di parlare dei nuclei nella teoria degli anelli come ideali invece di relazioni di congruenza, e in teoria dei moduli come sottomoduli invece di relazioni di congruenza.

## Caso generale per i nuclei
La situazione più generale in cui questo trucco è possibile è nelle algebre a supporto ideale. 
Ma questo non è possibile con i monoidi, ad esempio, quindi lo studio delle relazioni di congruenza gioca un ruolo più centrale nella teoria dei monoidi.